# Open de Haining de snooker 2014
L'Open de Haining 2014 est un tournoi de snooker classé mineur, qui s'est déroulé du 20 au 24 octobre 2014 au Sports Center d'Haining en Chine. 

## Déroulement
Il s'agit de la cinquième épreuve du championnat européen des joueurs, une série de tournois disputés en Europe (6 épreuves) et en Asie (3 épreuves), lors desquels les joueurs doivent accumuler des points afin de se qualifier pour la grande finale à Bangkok.
L'événement compte un total de 131 participants, dont 128 ont atteint le tableau final. Le vainqueur remporte une prime de 10 000 £.
Le tournoi est remporté par Stuart Bingham qui a battu le jeune Oliver Lines en finale 4 manches à 0, Lines qui disputait sa toute première finale professionnelle. Le Gallois Ryan Day a réalisé un break maximum de 147 points, il s'agit du deuxième break maximum sur le circuit européen cette saison.

## Dotation
La répartition des prix est la suivante :
- Vainqueur : 10 000 £
- Finaliste : 5 000 £
- Demi-finaliste : 2 500 £
- Quart de finaliste : 1 500 £
- 8èmes de finale : 1 000 £
- 16èmes de finale : 600 £
- Deuxième tour : 200 £
- Dotation totale : 50 000 £

## Phases finales
|  | Quarts de finale au meilleur des 7 manches | Quarts de finale au meilleur des 7 manches | Quarts de finale au meilleur des 7 manches |              |                 | Demi-finales au meilleur des 7 manches | Demi-finales au meilleur des 7 manches | Demi-finales au meilleur des 7 manches |  |  | Finale au meilleur des 7 manches | Finale au meilleur des 7 manches | Finale au meilleur des 7 manches |
|  |                                            |                                            |                                            |              |                 |                                        |                                        |                                        |  |  |                                  |                                  |                                  |
|  |                                            | Ding Junhui                                | 0                                          |              |                 |                                        |                                        |                                        |  |  |                                  |                                  |                                  |
|  |                                            | Stuart Bingham                             | 4                                          |              |                 |                                        |                                        |                                        |  |  |                                  |                                  |                                  |
|  |                                            | Stuart Bingham                             | 4                                          |              | Stuart Bingham  | 4                                      |                                        |                                        |  |  |                                  |                                  |                                  |
|  |                                            |                                            |                                            |              | Stuart Bingham  | 4                                      |                                        |                                        |  |  |                                  |                                  |                                  |
|  |                                            |                                            | Matthew Selt                               | 1            |                 |                                        |                                        |                                        |  |  |                                  |                                  |                                  |
|  |                                            | Matthew Selt                               | Matthew Selt                               | 1            | 4               |                                        |                                        |                                        |  |  |                                  |                                  |                                  |
|  |                                            | Matthew Selt                               |                                            |              | 4               |                                        |                                        |                                        |  |  |                                  |                                  |                                  |
|  |                                            | Peter Ebdon                                | 3                                          |              |                 |                                        |                                        |                                        |  |  |                                  |                                  |                                  |
|  |                                            |                                            |                                            |              |                 |                                        |                                        |                                        |  |  |                                  | Stuart Bingham                   | 4                                |
|  |                                            |                                            |                                            | Oliver Lines | 0               |                                        |                                        |                                        |  |  |                                  |                                  |                                  |
|  |                                            | Tian Pengfei                               | 2                                          |              |                 |                                        |                                        |                                        |  |  |                                  |                                  |                                  |
|  |                                            | Jimmy Robertson                            | 4                                          |              |                 |                                        |                                        |                                        |  |  |                                  |                                  |                                  |
|  |                                            | Jimmy Robertson                            | 4                                          |              | Jimmy Robertson | 3                                      |                                        |                                        |  |  |                                  |                                  |                                  |
|  |                                            |                                            |                                            |              | Jimmy Robertson | 3                                      |                                        |                                        |  |  |                                  |                                  |                                  |
|  |                                            |                                            | Oliver Lines                               | 4            |                 |                                        |                                        |                                        |  |  |                                  |                                  |                                  |
|  |                                            | Oliver Lines                               | Oliver Lines                               | 4            | 4               |                                        |                                        |                                        |  |  |                                  |                                  |                                  |
|  |                                            | Oliver Lines                               |                                            |              | 4               |                                        |                                        |                                        |  |  |                                  |                                  |                                  |
|  |                                            | Ryan Day                                   | 2                                          |              |                 |                                        |                                        |                                        |  |  |                                  |                                  |                                  |

## Finale
| Finale au meilleur des 7 manches Arbitre : Zhou Bingfeng |                          |                         |
| Stuart Bingham Angleterre                                | 4 - 0 ( - )              | Oliver Lines Angleterre |
| 0 54                                                     | Centuries Meilleur break | 0 41                    |
| Stuart Bingham remporte l'Open de Haining 2014           |                          |                         |